# Tasmanoonops mainae
Tasmanoonops mainae är en spindelart som beskrevs av Forster och Norman I. Platnick 1985. Tasmanoonops mainae ingår i släktet Tasmanoonops och familjen Orsolobidae.
Artens utbredningsområde är Western Australia. Inga underarter finns listade i Catalogue of Life.